# Naoki Nomura
Naoki Nomura (野村 直輝 Nomura Naoki?), född 17 april 1991 i Yamaguchi prefektur, är en japansk fotbollsspelare.
Nomura började sin karriär 2014 i Yokohama FC. Han spelade 138 ligamatcher för klubben. 2019 flyttade han till Tokushima Vortis. 2020 flyttade han till Oita Trinita.